# Ніжинська справа
Н́іжинська спр́ава — епізод виборчої компанії до Законодавчої комісії 1767–1768 років.
Під час виборів депутата від ніжинського і батуринського шляхетства на зборах у Ніжині у 1767 р. за присутності П. Румянцева, який намагався забезпечити обрання лояльного до нової адміністрації Гетьманщини депутата та укладання проурядового наказу, шляхта обрала своїм представником Л. Селецького. Однак, при укладанні остаточного тексту наказу позиції виборців розійшлися. Замість Л. Селецького був обраний Григорій Долинський, йому вручили наказ, який містив вимоги про гарантування української політичної автономії, право вибору гетьмана, збереження чинності українського права і судочинства за Статутами Великого князівства Литовського.
Румянцев оголосив вибори у Ніжині не дійсними і призначив повторні вибори на 15 травня 1767 р. На нове зібрання прийшло лише 16 із 50 шляхтичів, причому вони відмовилися підписувати наказ, який їм запропонував ставленик Румянцева Селецький. Румянцев наказав заарештувати всіх учасників зборів і оголосив вручений Долинському наказ не дійсним. Військовий трибунал засудив 36 українських шляхтичів до страти, а Генеральний військовий суд визнав винними 18 осіб, 14 з яких отримали довічне ув'язнення, а 4 позбавили рангу. Катерина II схвалила діяльність Румянцева, однак, побоюючись небажаного для царського самодержавства політичного розголосу, не наважилася здійснити репресії у повному обсязі. У липні 1768 р. Сенат скасував смертні вироки та заслання, залишивши в силі позбавлення всіх засуджених рангу і права займати урядові посади.